# Inuktitut

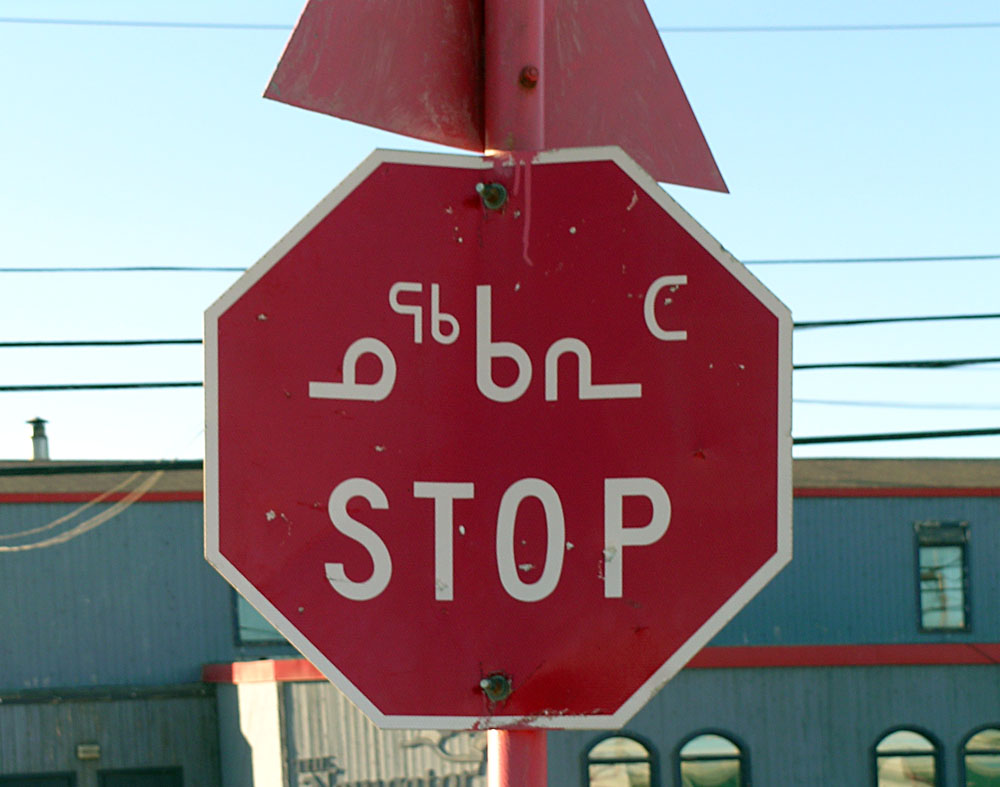
Dwujęzyczny znak drogowy w Iqaluit

Inuktitut (ᐃᓄᒃᑎᑐᑦ inuktitut, dosł. język ludzi albo „nasz język”), język eskimoski – język z rodziny eskimo-aleuckiej, używany głównie w Kanadzie. Z punktu widzenia typologii jest to język aglutynacyjny.
Jako język urzędowy funkcjonuje w Nunavut i Terytoriach Północno-Zachodnich, a także częściowo w Quebecu oraz Nowej Fundlandii i Labradorze. Na Grenlandii językiem urzędowym jest kalaallisut, który jest przez niektórych uważany za jeden z dialektów inuktitut.

## Fonetyka inuktitut

### Samogłoski
Inuktitut posiada trzy samogłoski (a, i oraz u). Dzielą się one na długie i krótkie, tj. samogłoska może być pojedyncza, krótka /a/ lub podwojona, długa /aː/. W alfabecie łacińskim długie samogłoski są zapisywane podwójnie (aa, ii, uu). Istnieje jeszcze jedna dwugłoska, ai, która jest liczona jako jedna litera.
W języku inuktitut zróżnicowana jest wymowa samogłosek. Np. na Grenlandii literę i czyta się /i/, lecz w północnej Kanadzie jest już ona wymawiana /ə/, a na Alasce, gdzie są tylko dwie samogłoski, i jest wymawiane /a/.

### Spółgłoski
W języku inuktitut występuje piętnaście spółgłosek (p, t, k, q, s, v, l, j, g, c, m, n oraz ng /ŋ/). W niektórych dialektach występują jeszcze dwie: /ɬ/, zapisywane jako ł (lub, w razie braku odpowiednich czcionek, znakiem &), oraz wydłużone ng /ŋː/, zapisywane jako nng.
S wymawia się /sl/. Spółgłoski: m, n oraz ng zaliczają się do spółgłosek nosowych.

### Akcent i intonacja
W języku inuktitut bardzo ważna jest intonacja i akcent, bowiem postawienie akcentu w złym miejscu może zmienić znaczenie wypowiadanego zdania. Odpowiednia intonacja jest bardzo ważna przy zadawaniu pytań. Przedłużona głoska na końcu zdania powoduje przekształcenie go w zdanie pytające, działa tak jak polskie czy na jego początku. Przykład:
| Inuktitut uqaqtuq. | (ᐃᓄᒃᑎᑐᑦ ᐅᖃᖅᑐᖅ) | Ona umie mówić w inuktitut.     |
| Inuktituk uqatuuq? | (ᐃᓄᒃᑎᑐᑦ ᐅᖃᖅᑑᖅ) | Czy ona umie mówić w inuktitut? |

## Gramatyka
Jest to język typu SOV, tj. zdanie ma konstrukcję podmiot+dopełnienie+orzeczenie. Zdanie Ja oglądałem ten film brzmiałoby Ja ten film oglądałem. Podobną konstrukcję mają m.in. języki chińskie. Inuktitut jest językiem polisyntetycznym – tworzenie zdania polega na dodawaniu do słowa – czasownika lub rzeczownika – specjalnych sufiksów albo prefiksów, które określają osobę, czas itp. Przykładowo w inuktitut nie ma słowa ja. Aby określić, że daną czynność wykonuje pierwsza osoba liczby pojedynczej, dodaje się końcówkę -nga, -ngai lub inną. Można tym sposobem tworzyć bardzo długie, praktycznie niekończące się słowa, np.:
| Quviasuktunga tamaaniinnama       | (ᖁᕕᐊᓱᒃᑐᖓ ᑕᒫᓃᓐᓇᒪ)    | Jestem szczęśliwy, że jestem tutaj.               |
| Pariliarumaniralauqsimanngittunga | (ᐸᕆᓕᐊᕈᒪᓂᕋᓚᐅᖅᓯᒪᙱᑦᑐᖓ) | Nigdy nie powiedziałem, że chcę jechać do Paryża. |

W języku inuktitut nie ma żadnych „wyjątków”, i każde słowo tworzy się według ustalonych zasad, dlatego kiedy zna się owe zasady, gramatyka jest bardzo łatwa. Przykład odmiany czasownika:
| Malik            | ᒪᓕᒃ       | gonić                      |
| Maliktunga       | ᒪᓕᒃᑐᖓ     | (ja) gonię                 |
| Malikkassik      | ᒪᓕᒃᑲᓯᒃ    | ty też gonisz              |
| Malikkit!        | ᒪᓕᒃᑭᑦ     | gońcie ich!                |
| Malikkuttikkuk   | ᒪᓕᒃᑯᑦᑎᑦᑯᑦ | jeżeli my gonimy ich dwoje |
| Malingmangaakku? | ᒪᓕᖕᒪᖓᐊᒃᑯ  | czy (ja) ją gonię?         |

W inuktitut, podobnie jak w języku francuskim lub języku islandzkim, występuje tak zwany puryzm; to znaczy, że nie zapożycza się wyrazów z innych języków. Jeśli do użytku wchodzi jakaś nowa rzecz, która nie posiada nazwy w inuktitut, jest ona nazywana zrozumiale dla Inuitów, np. komputer w inuktitut to qarasaujaq. Oznacza to dosłownie coś, co pracuje jak mózg, zaś helikopter to qulimiguulik – dosłownie coś, co samo przemierza przestrzeń itp.

## Pismo inuktitut
Inuktikut może być zapisywany zarówno alfabetem łacińskim, jak i abugidą inuktikut, będącą odmianą sylabariusza kanadyjskiego. Dzisiaj pismem inuktitut posługują się Inuici z północnej Kanady. Pismo to jest pismem alfabetyczno-sylabicznym, w którym jeden znak oznacza jedną sylabę, ale sylaby z taką samą spółgłoską, różniące się tylko samogłoską, są pochodne w stosunku do sylaby podstawowej z tą samą spółgłoską i z samogłoską -a – powstają poprzez obrót odpowiedniej litery o odpowiedni kąt. Poniżej znajduje się transliteracja abugidy inuktitut na alfabet łaciński.
| –    | ᑉ p   | ᑦ t   | ᒃ k   | ᒡ g   | ᒻ m   | ᓐ n   | ᔅ s   | ᓪ l   | ᔾ j   | ᕝ v   | ᕐ r   | ᖅ q   | ᖕ ng   | ᖖ nng     | ᖦ ł   |
| ᐁ ai | ᐯ pai | ᑌ tai | ᑫ kai | ᒉ gai | ᒣ mai | ᓀ nai | ᓭ sai | ᓓ lai | ᔦ jai | ᕓ vai | ᕃ rai | ᙯ qai | ᙰ ngai | ᖖᒉ nngai1 |       |
| ᐃ i  | ᐱ pi  | ᑎ ti  | ᑭ ki  | ᒋ gi  | ᒥ mi  | ᓂ ni  | ᓯ si  | ᓕ li  | ᔨ ji  | ᕕ vi  | ᕆ ri  | ᕿ qi  | ᖏ ngi  | ᙱ nngi    | ᖠ łi  |
| ᐄ ii | ᐲ pii | ᑏ tii | ᑮ kii | ᒌ gii | ᒦ mii | ᓃ nii | ᓰ sii | ᓖ lii | ᔩ jii | ᕖ vii | ᕇ rii | ᖀ qii | ᖐ ngii | ᙲ nngii   | ᖡ łii |
| ᐅ u  | ᐳ pu  | ᑐ tu  | ᑯ ku  | ᒍ gu  | ᒧ mu  | ᓄ nu  | ᓱ su  | ᓗ lu  | ᔪ ju  | ᕗ vu  | ᕈ ru  | ᖁ qu  | ᖑ ngu  | ᙳ nngu    | ᖢ łu  |
| ᐆ uu | ᐴ puu | ᑑ tuu | ᑰ kuu | ᒎ guu | ᒨ muu | ᓅ nuu | ᓲ suu | ᓘ luu | ᔫ juu | ᕘ vuu | ᕉ ruu | ᖂ quu | ᖒ nguu | ᙴ nnguu   | ᖣ łuu |
| ᐊ a  | ᐸ pa  | ᑕ ta  | ᑲ ka  | ᒐ ga  | ᒪ ma  | ᓇ na  | ᓴ sa  | ᓚ la  | ᔭ ja  | ᕙ va  | ᕋ ra  | ᖃ qa  | ᖓ nga  | ᙵ nnga    | ᖤ ła  |
| ᐋ aa | ᐹ paa | ᑖ taa | ᑳ kaa | ᒑ gaa | ᒫ maa | ᓈ naa | ᓵ saa | ᓛ laa | ᔮ jaa | ᕚ vaa | ᕌ raa | ᖄ qaa | ᖔ ngaa | ᙶ nngaa   | ᖥ łaa |

1Dwa znaki ᖖᒉ są tu traktowane jak jedna litera.

## Różne zwroty w inuktitut
| Zwrot                           | Zapis w alfabecie inuktitut | Zapis w alfabecie łacińskim |
| ------------------------------- | --------------------------- | --------------------------- |
| Cześć.                          | ᐊᐃ                          | Ai.                         |
| Wejdź!                          | ᐃᓯᖅᑯᑦ                       | Isiqqut!                    |
| Jak się czujesz?                | ᖃᓄᐃᑉᐱᑦ                      | Qanuippit?                  |
| Jak się nazywasz?               | ᑭᓇᐅᕕᑦ                       | Kinauvit?                   |
| Nazywam się...                  | ... ᐅᕙᖓ                     | ... uvanga                  |
| Skąd jesteś?                    | ᓇᓂᓄᐃᑕᐅᕕᑦ                    | Nani nuitauvit?             |
| Jestem z...                     | ... ᓄᓇᒐ                     | ... nunaga                  |
| Jestem Inuitą                   | ᐃᓅᔪᖓ                        | Inuujunga                   |
| Jestem dumny, że jestem Inuitą. | ᐃᓅᔪᖓᐱᕈᕙᓯᔭᓵ                  | Inuujunga piruvasijasaa     |
| Szanuję starszych ludzi.        | ᐃᓄᒃᑐᑦᙰ ᑕᑭᐃᓐᓇᖃ               | Inuktutngai takinnaqa       |